# Talaudeilanden
De Talaudeilanden  (In het Indonesisch: Kepulauan Talaud) zijn een eilandengroep ten noorden van Sulawesi (Indonesië). Ze hebben een totale oppervlakte van 1281 km². Het belangrijkste eiland is Karakelong. In volgorde van grootte zijn er verder Salibabu, Kabaruan, Karatung, Nanusa, Miangas en nog meer kleine eilandjes. Zo liggen er  ten noordoosten zeven kleine, beboste eilandjes met heuvels tot 680 m boven zeeniveau.  De eilandengroep grenst aan de zuidelijkste eilanden van de Filipijnen van de Davao Region. Ten zuidwesten liggen de Sangihe-eilanden.

## Beschrijving
Bestuurlijk zijn de eilanden sinds 2000 ingedeeld bij het regentschap Kepulauan Talaud en de provincie Noord-Sulawesi. Er woonden in 2010 83.441 mensen in deze archipel. De meeste inwoners zijn werkzaam in de landbouw. De eilanden zijn vruchtbaar dankzij door vulkanische as gevormde bodems. Er zijn kokospalmplantages en er wordt vanille, nootmuskaat en kruidnagel verbouwd.

## Fauna
De talaudwaterhoen (Amaurornis magnirostris), talaudnaaktoogral (Gymnocrex talaudensis) en talaudijsvogel (Todiramphus enigma) zijn soorten van de Rode Lijst van de IUCN  die alleen op deze eilanden voorkomen. Verder zijn daar de volgende wilde zoogdieren: de talaudbeerkoeskoes (Ailurops melanotis, een buideldier), verder twee soorten knaagdieren: (Melomys caurinus en  Melomys talaudium), 13 soorten vleermuizen (Acerodon humilis, Pteropus hypomelanus, Pteropus speciosus, Emballonura alecto, Saccolaimus saccolaimus, Taphozous melanopogon, Hipposideros ater?,  Hipposideros cervinus, Hipposideros diadema, Rhinolophus celebensis, Kerivoula hardwickii, Myotis adversus en Pipistrellus papuanus) en twee soorten vleerhonden (Cynopterus brachyotis en Nyctimene rabori).